# Spinilimosina rufifrons
Spinilimosina rufifrons är en tvåvingeart som först beskrevs av Oswald Duda 1925.  Spinilimosina rufifrons ingår i släktet Spinilimosina och familjen hoppflugor. Inga underarter finns listade i Catalogue of Life.